# Pataal Bhairavi
Pour plus de détails, voir Fiche technique et Distribution.
Pataal Bhairavi est un film de cape et d'épée fantasy du cinéma indien, en hindi, de 1988, réalisé par K. Bapayya (en). Il met en vedette Jeetendra (en), Dimple Kapadia et Jaya Prada.

## Fiche technique
Sauf indication contraire, les informations mentionnées dans cette section peuvent être confirmées par la base de données cinématographiques IMDb,  présente dans la section « Liens externes ».
- Titre : Pataal Bhairavi
- Réalisation : K. Bapayya (en)
- Scénario : Kader Khan - Indeevar
- Production : Padmalaya Studios (en)
- Langue : Hindi
- Genre : Film de cape et d'épée - Fantasy
- Durée : 149 minutes (2 h 29)
- Dates de sorties en salles :
  -  Inde : 3 mai 1985